# 藤原宮子
藤原 宮子（ふじわら の みやこ、? - 天平勝宝6年7月19日〈754年8月11日〉）は、文武天皇の夫人、第45代聖武天皇生母。藤原不比等の長女で、母は賀茂比売。異母妹で聖武天皇の皇后光明皇后とは、義理の親子関係にも当たる。史上初めて生前に正一位に叙された人物であると同時に、史上初めて女性で正一位に叙された人物でもあり、皇后でも皇太后でもなかったが、史上初の太皇太后となった。

## 略歴
文武天皇元年（697年）8月、持統天皇の譲位により即位直後の文武天皇の夫人となる（『続日本紀』）。なお、これと同時に紀竈門娘（きのかまどのいらつめ）・石川刀子娘（いしかわのとねのいらつめ）も嬪となっている。宮子が文武夫人となった背景には、持統末年頃に不比等と婚姻関係になったと考えられている、阿閇皇女（元明天皇）付き女官の県犬養三千代の存在があったと考えられている。それまで少壮官僚であった不比等は、文武即位に伴い中央政界に台頭している。ただし、夫人や嬪の制度化は大宝令後であったとすると、宮子の夫人号は後世の脚色で、宮子・紀竈門娘・石川刀子娘は当初は「妃」であったが令制導入に基づいて「嬪」とされ、後に宮子だけが「夫人」とされたと解する見方もある。
大宝元年（701年）、首（おびと）皇子（後の聖武天皇）を出産したものの心的障害に陥り、その後は長く皇子に会うことはなかった。文武帝や父・不比等ら肉親の死を経て、養老7年（723年）に従二位に叙され、首皇子が即位した翌724年には正一位、大御祖（文書では皇太夫人）の称号を受けたが病は癒えず、天平9年（737年）にやっと平癒、息子天皇と36年ぶりに対面した。そして、孫阿倍内親王が即位（孝謙天皇）した749年には太皇太后の称号を受け、天平勝宝6年（754年）に崩御した。享年70前後と推定される。
宮子は「松宮」という蔵書印を使用したとされ、宮子が崩御した中宮を平城宮の北の松林宮に比定する説が示された。
宮子の葬儀は盛大に行われ、その命日は国忌とされた。高島正人は、宮子の「一周忌の斎会はおそらく天下の初例」、つまり宮子が日本で最初に「一周忌」をしてもらった人物と見る。宮子の命日は国忌でなくなった後も、東大寺の梵網会（ぼんもうえ）として長く続けられた。
長く苦しむこととなる病気にかかりながらも、跡継ぎを生み、天皇の后としての最低限の役割は果たした宮子であったが、その跡継ぎである聖武天皇には安積親王しか男子がおらず、その安積親王薨去後はついに男子の跡継ぎが生まれず、一族藤原氏と他氏貴族との権力闘争などもあいまって、崩御後20年も経たないうちに天武皇統は事実上断絶してしまうこととなった。
なお、病気回復の時に関わった僧侶が玄昉であり、橘諸兄のもとで玄昉が権力を振るったのはこの功績によるものと考えられる。

## 紀州の海女説
梅原猛は、『海人と天皇』新潮文庫（9503）で、宮子は不比等の養女であり、紀州の海女であったとする説を考証している。
「文武天皇が持統太上天皇と共に大宝元年（701)に紀伊国の牟婁の湯に行幸した時、美しい海女を見初めたが、いくら美女でも海女の娘では后にはなれないので、権力者・不比等が一旦養女とし、藤原の貴種として嫁入りすることとなった」というのである。
　もともとこの伝説は、室町時代に初演された能『鐘巻』で最初に記録されている。紀州の海女が海から小さな観音像を拾い上げ、その御利益で光り輝く美人となり雲居に召され、その両親への恩返しのために紀州に道成寺を建てたとされたが、『鐘巻』に宮子の名は登場しない。江戸時代になると、宮子と文武天皇の物語として道成寺等が流布するようになった。近年の発掘調査で、道成寺が観世音寺式伽藍の寺であることが確認され、福岡県の太宰府観世音寺や宮城県の多賀城観音寺で行われたような、日本の東西南北の鎮護を祈る儀礼が道成寺でも行われた可能性が示された。藤原宮子と道成寺を関連させて語る伝説は、道成寺での観世音寺式儀礼を目立たない形で語り継ぐ手段だったと解釈されている。

## 宮子姫髪長譚

### 宮子姫髪長譚
道成寺に伝わる伝承によれば宮子は九海士の里（現在の和歌山県御坊市湯川町下富安）で生まれたとされており、道成寺および周辺地域には道成寺開創縁起として『宮子姫髪長譚』（宮子姫物語）が伝えられている。和歌山県御坊市、道成寺および『道成寺絵とき本』にて現在紹介されている伝承の大筋は下記のとおりである。

応神天皇の時代、9人の兵士に日高の浦が下賜された。9人は漁を生業としたため、周辺地域は「九海士（くあま）の里」とよばれるようになった。 
九海士の里に住む夫婦である早鷹と海女の渚は、子宝に恵まれないことから氏神の八幡宮にお祈りしたところ、女の子を授かった。そこで名前を八幡宮にちなんで「宮」と名づけた。ところが、成長しても宮には髪の毛が生えてこなかったため両親は悲嘆にくれていた。
ある年、九海士の里は不漁に見舞われる。その原因は海底から差す不思議な光であった。宮の母である渚は、「娘に髪の毛が生えないのは前世の報い」と考え、里の人々を救おうと罪滅ぼしのために自ら海に飛び込んだ。
海中深く潜っていると、光輝くものがあった。それは黄金色の小さな観音像であった。渚は持ち帰った観音像を大切に祀った。光の消えた海は大漁続きとなったため里人たちは渚のことを尊敬したが、彼女は謙虚に祈りを続けた。
ある夜、渚の夢に観音が現れる。夢の中で髪の生えない娘のことを訴えると、にわかに宮の髪が生えはじめた。年頃になると髪も伸び、宮は「髪長姫」と呼ばれるようになった。
ある日、宮が黒くて艶のある髪をすいていると、雀が飛んできてその髪を一本くわえ、飛び去った。その雀は、奈良の都で勢力を誇っていた藤原不比等の屋敷の軒に巣をつくった。巣から垂れ下がる長く美しい黒髪を見つけた不比等は髪の主である宮を探しだし、養女に迎え入れた。
不比等の養女となった宮は「宮子」という名を授けられ、やがて文武天皇に見初められ后となり、奈良の東大寺を建立した聖武天皇の母となった。
宮子は奈良に行っても故郷の九海士の里が忘れられず、特に残してきた観音のことが気になっていた。その悩みは文武天皇に届き、「宮子に黒い長い髪を授けてくれた観音様をお祀りする寺を造立せよ」と紀道成に勅命を出した。その寺があの道成寺だという。

上記の伝承は出典により細かい部分が異なる。例えば御坊市によれば宮の髪の毛を奈良に届けた鳥はツバメであり、道成寺によれば早鷹と渚は村長夫婦である。

### 『道成寺宮子姫傳記』との差異
前述『宮子姫髪長譚』は、ベースとなった絵巻『道成寺宮子姫傳記』の上巻とも複数の差異がある。
例えば『道成寺宮子姫傳記』では、はじめに日高に住んでいた9人は兄弟であり、宮はそのうちの一人である（不妊に悩む夫婦は登場しない）。宮には元から髪の毛が生えており、自ら海中で発見した黄金の千手観音像を髻に包んで持ち帰っている。また藤原不比等のもとにつくられた雀の巣には、一丈ほどの髪の毛が見られたとの記述がある。

## 玄昉
前出の玄昉は、橘諸兄政権の際に吉備真備らと共に権勢を揮ったが、『元亨釈書』には玄昉が「藤室と通ず」（藤原氏の妻と関係を持った）とあり、これは藤原宮子のことと思われる。宮子との密通の話は『興福寺流記』『七大寺年表』『扶桑略記』などにもみえる。また『今昔物語集』『源平盛衰記』には、光明皇后と密通し、それを藤原広嗣に見咎められたことが乱の遠因になったとしている。もちろん、いずれも後世の公式ではない史料であり、信用する必然性は乏しい。同様に権勢を揮ったために妬まれ、早くから破戒僧という話が流布していた道鏡と混同された形跡もみられる。玄昉の栄達が妬まれたこと、さらには彼の没落と死去がこれらの話を作り出した、とも考えられる。
いずれにしても『続日本紀』によれば、宮子は36年間も「幽憂に沈んだ」のに、玄昉「法師が一見」しただけでその悩みが一気に解消し、長寿を全うしたことになる。その理由として、頼富本宏は「在唐経験の長い玄昉は、薬学的・医学的知識も充分に持っていた可能性を指摘しておきたい」と、何らかの投薬を行った可能性を指摘している。

## 関連作品
TVドラマ
- 『大仏開眼』（2010年、NHK） - 演：江波杏子